# Suad Sahiti
Suad Sahiti (in macedone Суад Сахити?; Belgrado, 6 febbraio 1995) è un calciatore kosovaro con cittadinanza macedone, centrocampista del Prishtina e Re.

## Biografia
Nato a Belgrado in Serbia, ma è di nazionalità kosovara-albanese. Ha anche un fratello più piccolo Emir, compagno di squadra nel Sebenico.

## Carriera

### Club
Il 28 agosto 2017 viene acquistato a titolo definitivo dalla squadra albanese dello Skënderbeu per 60.000 euro, con cui firma un contratto triennale con scadenza il 30 giugno 2020.

### Nazionale
Esordisce con la nazionale kosovara il 13 novembre 2013 nell'amichevole contro la Lettonia terminata con una vittoria per 4-3.

## Statistiche

### Presenze e reti nei club
Statistiche aggiornate al 7 marzo 2020.
| Stagione          | Squadra           | Campionato        | Campionato | Campionato | Coppe nazionali | Coppe nazionali | Coppe nazionali | Coppe continentali | Coppe continentali | Coppe continentali | Altre coppe | Altre coppe | Altre coppe | Totale | Totale |
| Stagione          | Squadra           | Comp              | Pres       | Reti       | Comp            | Pres            | Reti            | Comp               | Pres               | Reti               | Comp        | Pres        | Reti        | Pres   | Reti   |
| ----------------- | ----------------- | ----------------- | ---------- | ---------- | --------------- | --------------- | --------------- | ------------------ | ------------------ | ------------------ | ----------- | ----------- | ----------- | ------ | ------ |
| 2014-2015         | Rabotnički        | PL                | 14         | 0          | CM              | 2               | 0               | UCL                | -                  | -                  | -           | -           | -           | 16     | 0      |
| 2015-2016         | Rabotnički        | PL                | 19         | 0          | CM              | 4               | 0               | UEL                | 7                  | 1                  | -           | -           | -           | 30     | 1      |
| 2016-2017         | Rabotnički        | PL                | 22         | 7          | CM              | 0               | 0               | UEL                | 2                  | 0                  | -           | -           | -           | 24     | 7      |
| lug.-ago. 2017    | Rabotnički        | PL                | 2          | 0          | CM              | 0               | 0               | UEL                | 4                  | 1                  | -           | -           | -           | 6      | 1      |
| Totale Rabotnički | Totale Rabotnički | Totale Rabotnički | 57         | 7          |                 | 6               | 0               |                    | 13                 | 2                  |             | -           | -           | 76     | 9      |
| 2017-2018         | Skënderbeu        | KS                | 13         | 0          | CA              | 4               | 0               | UEL                | 4                  | 0                  | -           | -           | -           | 21     | 0      |
| 2018-feb. 2019    | Larissa           | SL                | 8          | 0          | CG              | 2               | 0               | -                  | -                  | -                  | -           | -           | -           | 10     | 0      |
| feb.-giu. 2019    | Septemvri Sofia   | PL                | 9          | 1          | CB              | 3               | 0               | -                  | -                  | -                  | -           | -           | -           | 12     | 1      |
| 2019-2020         | Wisła Płock       | EK                | 15         | 0          | CP              | 1               | 0               | -                  | -                  | -                  | -           | -           | -           | 16     | 0      |
| Totale carriera   | Totale carriera   | Totale carriera   | 102        | 8          |                 | 16              | 0               |                    | 17                 | 2                  |             | -           | -           | 135    | 10     |

### Cronologia presenze e reti in nazionale
| Cronologia completa delle presenze e delle reti in nazionale ― Kosovo | Cronologia completa delle presenze e delle reti in nazionale ― Kosovo | Cronologia completa delle presenze e delle reti in nazionale ― Kosovo | Cronologia completa delle presenze e delle reti in nazionale ― Kosovo | Cronologia completa delle presenze e delle reti in nazionale ― Kosovo | Cronologia completa delle presenze e delle reti in nazionale ― Kosovo | Cronologia completa delle presenze e delle reti in nazionale ― Kosovo | Cronologia completa delle presenze e delle reti in nazionale ― Kosovo |
| Data                                                                  | Città                                                                 | In casa                                                               | Risultato                                                             | Ospiti                                                                | Competizione                                                          | Reti                                                                  | Note                                                                  |
| --------------------------------------------------------------------- | --------------------------------------------------------------------- | --------------------------------------------------------------------- | --------------------------------------------------------------------- | --------------------------------------------------------------------- | --------------------------------------------------------------------- | --------------------------------------------------------------------- | --------------------------------------------------------------------- |
| 13-11-2017                                                            | Kosovska Mitrovica                                                    | Kosovo                                                                | 4 – 3                                                                 | Lettonia                                                              | Amichevole                                                            | -                                                                     | 75’                                                                   |
| Totale                                                                |                                                                       | Presenze                                                              | 1                                                                     |                                                                       | Reti                                                                  | 0                                                                     |                                                                       |

## Palmarès

### Club

#### Competizioni nazionali
- Coppa di Macedonia: 1

Rabotnički: 2014-2015
- Campionato albanese: 1

Skënderbeu: 2017-2018
- Coppa d'Albania: 1

Skënderbeu: 2017-2018